# 粟谷菊生
粟谷 菊生（あわや きくお、1922年（大正11年）10月31日 - 2006年（平成18年）10月11日）はシテ方喜多流の能楽師である。人間国宝、日本芸術院会員。社団法人日本能楽会会長。

## 生涯・人物
広島藩主浅野家のお抱え能楽師の家系に連なる粟谷益二郎の次男として東京府東京市京橋区で生まれる。両親とも広島の出身であった。名付け親は喜多実。兄に粟谷新太郎。弟に粟谷辰三・粟谷幸雄。息子に粟谷明生。歌手のペギー葉山は従妹にあたる。
父ならびに喜多流宗家十四世の喜多六平太および同家十五世の喜多実に師事。喜多実の厳正重厚さと六平太の絢爛自在さをあわせもつといわれ、『羽衣』『安宅』『景清』など幅広い演目を得意とした。謡の表現力があり、シテを引退した後も地頭として活躍。大阪大学に能楽研究会を設立し死去まで30年以上指導を続けるなど能楽の普及にも力を注いだ。芸術祭奨励賞、芸術祭優秀賞、観世寿夫記念法政大学能楽賞ならびに日本芸術院賞を受賞した。1996年人間国宝、2003年日本芸術院会員。2006年10月11日に心不全のため死去、83歳。正五位、旭日中綬章を叙される。

## 年表
- 1925年 『鞍馬天狗』 花見で初舞台[2]
- 1928年 『猩々』初シテ[2]
- 1947年 『猩々乱』披き
- 1953年 『道成寺』披き
- 1954年 第一回能楽渡欧団参加[2]。能楽初の海外公演。
- 1991年 『卒塔婆小町』披き。
- 1991年 観世寿夫記念法政大学能楽賞受賞[5]。
- 1994年 『伯母捨』披き。流儀180年ぶり。
- 1995年 勲五等双光旭日章受章
- 1996年 重要無形文化財保持者として各個認定（人間国宝）
- 2000年 日本芸術院賞受賞[2]
- 2003年 日本芸術院会員[1]
- 2004年 『景清』舞い納め

## 関連書籍
- 『能：粟谷菊生舞台写真集』鳥居明雄，吉越研、ぺりかん社、2006年9月。ISBN 4-8315-1137-4。
- 『景清：粟谷菊生の能舞台』鳥居明雄，吉越研、ぺりかん社、2006年11月。ISBN 4-8315-1156-0。
- 『粟谷菊生能語り』粟谷明生、ぺりかん社、2007年10月。ISBN 978-4-8315-1186-7。
- 近藤啓子「粟谷菊生氏の能」『文化学研究』第19号、日本女子大学国際文化学会、2010年、221-224頁、ISSN 1341-1454。
- 「能楽師粟谷菊生の「いのち」」『せめぎあう記憶：歴史の再構築をめぐる比較文化論』鳥居明雄、柏書房、2013年3月。ISBN 978-4-7601-4222-4。
- 「芸を語る：粟谷菊生」『週刊人間国宝』第25号、朝日新聞社、2006年11月、全国書誌番号:21126814。

## ビデオグラム
- 『特選 NHK能楽鑑賞会 一調・独吟・一管集』NHKエンタープライズ、2008年08月22日、DVD-Video、NSDS12146。
- 『能楽名演集 能 『安宅』 喜多流 粟谷菊生』NHKエンタープライズ〈能楽名演集〉、2015年1月23日、DVD-Video、NSDR20340。

## 脚註